# Ueslei Raimundo Pereira da Silva
Ueslei Raimundo Pereira da Silva (sinh ngày 19 tháng 4 năm 1972) là một cầu thủ bóng đá người Brasil.

## Sự nghiệp câu lạc bộ
Ueslei Raimundo Pereira da Silva đã từng chơi cho Nagoya Grampus Eight, Sanfrecce Hiroshima và Oita Trinita.